# Варшава-Редута Ордона
Варшава-Редута Ордона (пол. Warszawa Reduta Ordona) — зупинний пункт польської залізниці, розташований за станцією Варшава-Західна у напрямку WKD. Обслуговує приміські маршрути. 
Належить до категорії А за польською класифікацією, тобто обслуговує більше 2 млн пасажирів щорічно.
| Лінія | Маршрут | Інтервал  |
| ----- | --- | --------- |
| WKD   | Варшава-Середмістя WKD — Варшава-Редута Ордона — Прушкув WKD — Подкова-Лесьна Головна — Гродзиськ-Мазовецький Радоньська | 15/60 хв. |
| WKD   | Варшава-Середмістя WKD — Варшава-Редута Ордона — Прушкув WKD — Подкова-Лесьна Головна — Мілянувек-Грудув                 | 30/60 хв. |